# Сафо (фильм)
«Сафо» (англ. Sappho) — украинский англоязычный эротический художественный фильм британского режиссёра Роберта Кромби, события которого развиваются на греческом острове Лесбос в 1926 году. Название и сюжет составляют аллюзию к древнегреческой поэтессе Сапфо. Снят по мотивам романа Эрнеста Хемингуэя «Райский сад».

## Сюжет
Пара молодожёнов прибыла на остров Лесбос, чтобы провести там медовый месяц. Фил (Тодд Солей), начинающий художник, и Сафо (Авалон Берри), дочь американского миллионера, рассчитывают на незабываемый отдых.
Действия фильма Сафо происходят в двадцатые годы XX века. Супружеская пара снимает дом, чтобы предаться любовным утехам, но неожиданно их отдых нарушает девушка Хелена (Людмила Ширяева), дочь работающего на острове профессора археологии Владимира Орлова (Богдан Ступка). Хелена и ее отец — небогатые политические эмигранты, а Сафо утопает в роскоши. У Хелены и Сафо завязываются довольно тесные отношения. Хелена склоняет Сафо к однополой любви, и образуется любовный треугольник с наклоном в лесбийскую сторону. Сафо не скрывает от супруга, что спит с Хеленой. Свобода и власть денег (Фил происходит из хорошей, но небогатой семьи, о чем Сафо и заявляет Хелене) кружит Сафо голову: она становится все более надменной.
За время пребывания на острове Сафо очень изменилась, и представила себя самой древнегреческой поэтессой Сафо. Впоследствии Сафо приказала Филу заняться любовью с Хеленой. Хелена начинает говорить Филу в приватной беседе, что Сафо по-видимому сходит с ума. Приходит время отъезда, Хелена объясняется с Сафо на скале, с которой, по легенде, безответно влюбленные, прыгали в море и если выживали, то избавлялись от невзаимного чувства любви. Хелена заявляет, что однополая связь была просто забавой и не более, поэтому отвергает Сафо. Сафо прыгает со скалы, осознав, что ее чувства к Хелен безответны. Фила ожидает большое наследство. Хелена и Фил уезжают вместе, забрав бездыханное тело Сафо в США.

## Производство
Съёмки фильма проходили в Крыму — в бухте города Балаклавы (Севастополь), в Воронцовском дворце (Алупка), на побережье недалеко от него и около мыса Айя.
Исполнительница роли Сафо Авалон Берри училась плавать специально для съёмок. Также создателям долго приходилось уговаривать актрису сняться в сцене, где она коротко подстригается.
Для съёмок фильма был специально построены небольшой городок из декораций в Балаклавской бухте и около Севастополя.
Эпизоды раскопок снимали на развалинах города Херсонеса, а дом, где живут Сафо и Фил, — в Воронцовском дворце.
В фильме Сафо цитирует ряд поэм поэтессы, в частности, «Гимн к Афродите».

### В ролях
- Авалон Барри — Сафо Лоувелл
- Тодд Солей — Фил Лоувелл
- Людмила Ширяева — Хелен Орлова
- Богдан Ступка — профессор Владимир Орлов
- Элисеос Влахос — Дионисиос
- Василис Психуйопулос — парикмахер
- Оксана Осипова — Мария
- Сергей Косенко — Христос

### Русский дубляж
Фильм дублирован студией «Tretyakoff Production» в 2008 году.
- Наталья Романько-Киселёва — Сафо Лоувелл
- Андрей Саминин — Фил Лоувелл
- Людмила Ширяева — Хелен Орлова
- Богдан Ступка — профессор Владимир Орлов
- Александр Завальский — Дионисиос
- Олег Лепенец — парикмахер

## Релиз
Фильм стал самым дорогим фильмом за всю историю украинского кино. Кассовые сборы фильма составили более 1 миллиона долларов — на Украине, 219 837 долларов — в России.
В фильме звучит музыка композиторов Микиса Теодоракиса и Маро Теодораки. Неофициальным саундтреком фильма стала песня группы Lama «Знаешь, как болит», на которую был снят клип.
Выход фильма на экраны сопровождался небольшим скандалом — пасторы церкви «Посольство Божье» требовали запретить фильм для проката за его безнравственность. «Любовь женщины к женщине бывает, но зачем это навязывать стране?» — Сказал пастор церкви Сандей Аделаджа.

## Награды
«Золотая Афродита» Международного Кипрского Кинофестиваля 2008 года режиссёру Роберту Кромби.